# トータルステーション
トータルステーション（英語: total station、TS）とは、測量機器の一つである。

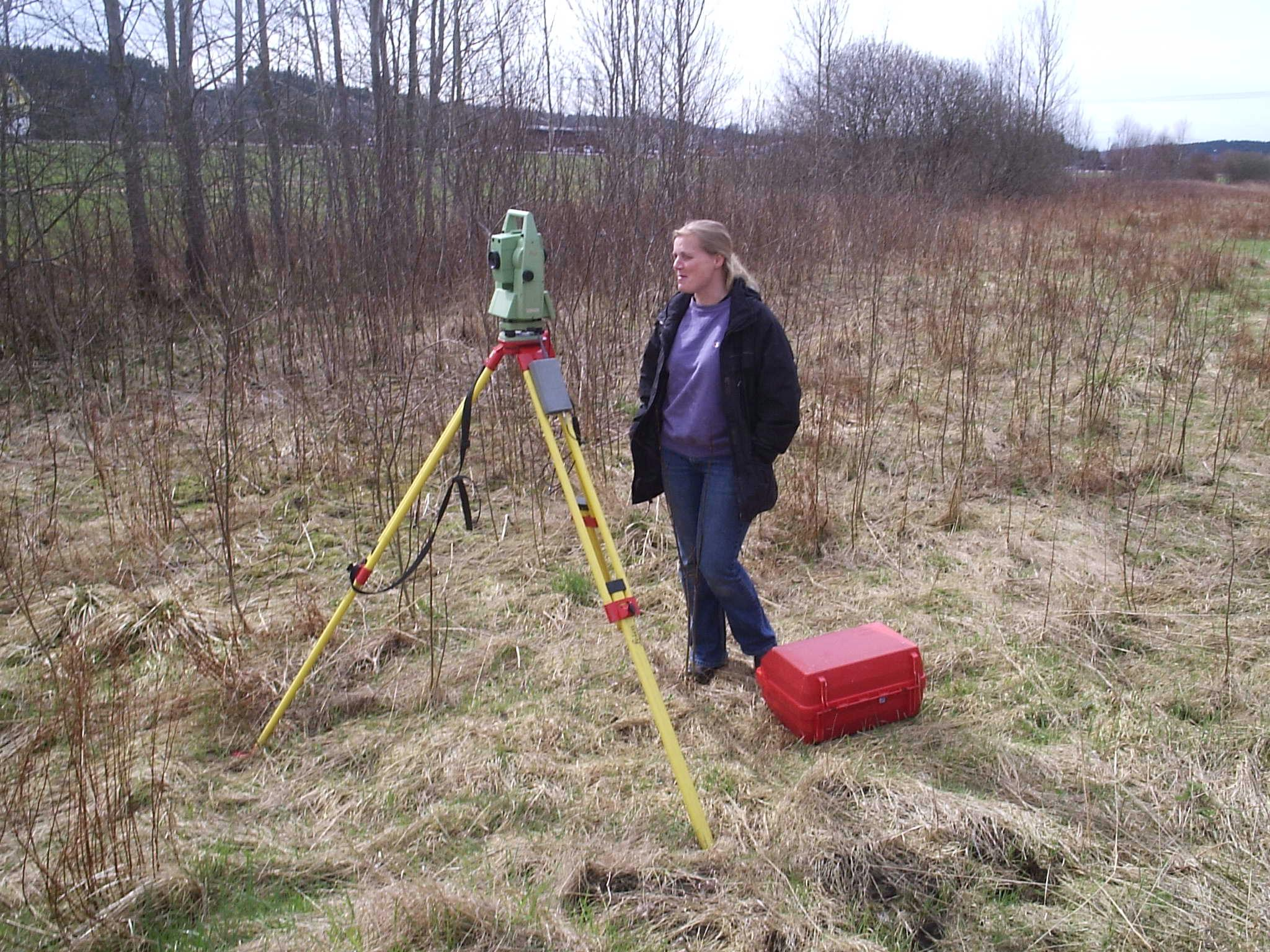
石器時代の住居を考古学測量する際に利用されるトータルステーション(スウェーデン、イッテルビーにて)

## 概要
現在、あらゆる測量の現場で最もよく使用されているものである。距離を測る光波測距儀と、角度を測るセオドライトと組み合わせたものであり、従来は別々に測量されていた距離と角度を同時に観測できる。これによって、観測により得られた角度と距離から新点の平面的な位置を容易に求められる。
また、マイコン機能と液晶画面を内蔵しており測量結果を自動的に記憶できるので、モバイルパソコンやプロッタなどを組み合わせてシステム化することで、観測から計算、帳票作成、地形図の編集までを効率よく行い、測量工程の大幅な省力化が可能である。

## 主なメーカー
日本メーカーのシェアが比較的高い。
- ソキア・トプコン
- ニコン・トリンブル
- ライカジオシステムズ
- TIアサヒ （旧ペンタックス）